# Фавар, Робер
Робер Фавар (19 февраля 1911, Александрия, Египет — 26 июля 2003, Ножан-сюр-Марн, Франция) — французский актёр театра, кино и телевидения, писатель.

## Биография
В кино снимался с 1938 года. С 1940 года играл на театральной сцене.
За свою карьеру сыграл 76 киноролей. Снимался в фильмах ведущих французских кинорежиссёров — Саша Гитри, Марка Алегре, Жюльена Дювивье, Жана-Пьера Мельвиля, Жозе Джованни, Клода Соте, Пьера Гранье-Дефера, Эдуара Молинаро, Андре Кайата, Алена Роб-Грийе и др. Играл и в жанровом кино у Андре Юннебеля, Бернара Бордери, Мориса Клоша.
Автор книги воспоминаний «Revoir Alexandrie», пьес «Au théâtre ce soir» (1973) и «Madame… pas dame» (1983). Как режиссёр в 1946 году поставил в Théâtre des Bouffes du Nord пьесу «Le Roi sans amour».

## Избранная фильмография
- 1939 — Анжелика / Angélica
- 1942 — Сказочная судьба Дезире Клари /  Le destin fabuleux de Désirée Clary — Ланн
- 1948-1958 — Первая студия
- 1948 — Хромой дьявол /  Diable boiteux, Le — эпизод (нет в титрах)
- 1951 — Мушкетёры короля / Les Mousquetaires du roi
- 1954 — Тайны Версаля /  Si Versailles m'était conté — эпизод (нет в титрах)
- 1955 — Наполеон: путь к вершине / Napoléon — граф Отто (нет в титрах)
- 1955 — Джентльмены женятся на брюнетках — менеджер отеля
- 1963 — Взорвите банк /  Faites sauter la banque! — эпизод (нет в титрах)
- 1964 — Коплан, секретный агент FX 18 /  Coplan, agent secret FX-18 — итальянский полковник
- 1965 — Мажордом /  Majordome, Le — мастер
- 1965 — Анжелика и король /  Angélique et le roy — хирург
- 1965 — Агент Коплан — супершпион /  Coplan FX 18 casse tout — Роберто Фаварт
- 1966 — Тройной крест —  генерал Далримпл
- 1967 — Я убил Распутина /  J’ai tué Raspoutine
- 1967 — Самурай /  Samouraï, Le — бармен
- 1967 — Ночь генералов /  Nuit des généraux, La — сотрудник аэропорта (нет в титрах)
- 1970 — Последнее известное место жительства /  Dernier domicile connu — директор школы
- 1970 — Красный круг /  Cercle rouge, Le — продавец в Mauboussin
- 1970 — За шкурой Торпедо /  La Peau de torpedo
- 1971 — Макс и жестянщики /  Max et les ferrailleurs — Лоизель
- 1971 — Львиная доля /  Part des lions, La
- 1971 — Вдова Кудер /  Veuve Couderc, La — префект
- 1972 — Пляжи Этрета /  Galets d'Étretat, Les — архитектор
- 1973 — Проклятые короли (ТВ) /  Rois maudits, Les — рыцарь
- 1973 — Французская волчица (5-я серия) /  La louve de France
- 1973 — Приключения раввина Якова /  Aventures de Rabbi Jacob, Les — гость на свадьбе (нет в титрах)
- 1973 — Женщина в голубом /  Femme en bleu, La — автолюбитель оскорбивший байкеров
- 1973 — Если бы Дон Жуан был женщиной /  Don Juan 73
- 1973 — День Шакала /  Chacal — министр (нет в титрах)
- 1974 — Раса господ /  Race des 'seigneurs', La
- 1974 — Поль и Мишель /  Paul and Michelle
- 1974 — Вердикт /  Verdict — Шартье, профессор
- 1974 — Четыре мушкетёра Шарло /  Quatre Charlots mousquetaires, Les — капитан де Тревиль
- 1975 — Игра с огнём / Jeu avec le feu, Le
- 1975 — Четверо против кардинала /  Les Charlots en folie: À nous quatre Cardinal! — капитан де Тревиль
- 1976 — Омлет /  Les Oeufs brouillés
- 1986 — Грехи —  эпизод
- 1988 — Война и воспоминание